# Temnora preussi
Temnora preussi är en fjärilsart som beskrevs av Karsch 1891. Temnora preussi ingår i släktet Temnora och familjen svärmare. Inga underarter finns listade i Catalogue of Life.